# Peter Rindl
Peter Rindl (* 1915 in Wien; † 3. Juli 1982 in Neu-Delhi) war ein österreichischer Journalist. Rindl kämpfte 1937 bei den Internationalen Brigaden im Spanischen Bürgerkrieg und wurde nach dem Einmarsch der Wehrmacht in Österreich verhaftet und ins KZ Dachau gebracht.

## Leben
Rindls Vater war ein bekannter Strafverteidiger, der vermutlich in Auschwitz ermordet wurde. Sein Stiefvater, der als Waffenhändler gute Beziehungen zu den Nationalsozialisten hatte und Peter Rindls jüdische Mutter während der ganzen NS-Zeit konsequent deckte, konnte eine „irrtümliche Entlassung“ aus Dachau erreichen. Rindl erhielt die Auflage, sich nach seiner Ankunft in Wien in die elterliche Wohnung zu begeben und bei der Polizei zu melden. Er fuhr jedoch direkt zum damaligen Flughafen Wien-Aspern und konnte in Todesangst einen KLM-Piloten dazu bewegen, „mir ein Pilotenkappel aufzusetzen und mich im Cockpit auszuschmuggeln“. Dass in der elterlichen Wohnung bereits die Polizei auf ihn gewartet hatte, wie er vermutete, erfuhr er erst nach dem Krieg. Gesichert scheint, dass auf Wegen, die aus heutiger Sicht abenteuerlich, in damaliger Zeit aber exemplarisch erscheinen, dem zum aktiven Kampf gegen die Nationalsozialisten Entschlossenen nach der Emigration nach England der Eintritt in die französische Armee gelang.
Er kehrte nach dem Krieg nach England zurück und wurde von der Kommunistischen Partei nach Wien geschickt, um als Chefreporter in die neu gegründete kommunistische Abendzeitung Der Abend  einzutreten. Er entfernte sich schrittweise von der KPÖ und wurde Chefredakteur des Neuen Vorwärts. Nachdem er – dies seine eigene Schilderung – von seinem Bürofenster aus beobachtet hatte, wie Russen einen Zivilisten in ein Auto zerrten und einen Leitartikel unter dem Titel „So geht es nicht, Genossen!“ geschrieben hatte, kam es zum Bruch mit der kommunistischen Partei. Er wurde Mitarbeiter der Zeitungen Freiheit und Die Furche und lebte in Wien, ging auf ausgedehnte Reisen und arbeitete als Zeitungskorrespondent in Indien.
Von 1964 bis 1967 war Rindl Presseattaché in Tokio. Da ihm kein Karenzurlaub gewährt wurde, kündigte er, um ein großes Buch über alle Facetten des Themas „Tod in Indien“ zu schreiben. Er lebte unter anderem einige Zeit in Wohngemeinschaft mit indischen Bettlern, deren aus Erbetteltem und Abfällen bestehende Nahrung teilend. Am 3. Juli 1982 starb er in Neu-Delhi während eines Ausrittes an einem Schlaganfall, in den ersten Todesmeldungen des österreichischen Außenministeriums war jedoch fälschlich von einem Motorradunfall die Rede.
Rindls Halbschwester Trude Ackermann, zu der er ein sehr gutes Verhältnis hatte, war langjährige Burgschauspielerin und Schauspiellehrerin und wirkte im Film über die Comedian Harmonists mit. Seine Adoptivtochter Rosy, die er nach mehreren kinderlosen Ehen in Indien „auf der Strasse aufgelesen“ hatte, lebt in Wien.

## Veröffentlichungen
- Die gehorsamen Rebellen. Arbeiter in Japan. Europa Verlag, Wien 1968.
- Macht aus den Mündungen der Gewehre. Nationalismus und Kommunismus in Südostasien. Wollzeilen Verlag, Wien 1969.

| Personendaten    | Personendaten               |
| ---------------- | --------------------------- |
| NAME             | Rindl, Peter                |
| KURZBESCHREIBUNG | österreichischer Journalist |
| GEBURTSDATUM     | 1915                        |
| GEBURTSORT       | Wien                        |
| STERBEDATUM      | 3. Juli 1982                |
| STERBEORT        | Neu-Delhi                   |